# Hardin (Missouri)
Hardin – miasto w Stanach Zjednoczonych, w stanie Missouri, w hrabstwie Ray.